# 道教總廟三清宮
道教總廟三清宮供奉的三位天尊係道教無極界最高神祇。即是玉清元始大天尊、上清靈寶大天尊、太清道德大天尊，統稱：「三清道祖」。
距離羅東市區約七公里，位於宜蘭縣冬山鄉梅花湖山麓，是一座集中華古典建築之精粹，堂構鼎壯，莊嚴無比的巍峨建築。
民國六十年一月中華民國道教會（中華道教總會）第一屆第三次理事會議決議，指定宜蘭縣梅花湖三清宮為「中華民國道教總廟」，以做為亞州各地道教團體及道學人士的聯絡中心。
道教總廟內一切神尊奉祀均依道制，沒有任何其他宗教之神尊，所有醮典科儀亦均依循道制，對道教之傳承負有重大使命。

## 歷史
道教總廟三清宮係由前宜蘭縣長陳進東先生，面諭當時縣政府水利課長白土炎策劃成立。陳進東老縣長率先無償提供四．一八公頃的私有土地，配合地方熱心人士，籌組三清宮興建委員會。於民國五十九年六月十四日，召開第一次興建委員會，公推陳老縣長進東為名譽主任委員，許萬枝為主任委員。
民國五十九年八月二十五日由中華民國道教會陳仙洲理事長親自主持正殿工程動土典禮。同年十二月十八日以專案函請中華民國道教會，指定為「中華民國道教總廟」，並由該會第一屆第三次理事會議通過決議以六十年一月廿日道秘字第二一○號呈奉內政部核備，六十年二月廿三日內政部以台內社字第四○六五八六號函「准予備查」在案。
三清宮建築是屬以彩繪為主之中國北方式，以『信仰正信化』、『環境觀光化』、『管理企業化』之立宮精神，自立宮以來即依三清道祖之指示，不燒金、銀紙錢，供品以清香、鮮花、素果為主。主要祭典是每年農曆二月十五，是為太清道德大天尊萬壽。

## 祀神
- 靈官殿：豁落靈官王天君
- 三清殿：玉清元始大天尊、上清靈寶大天尊、太清道德大天尊、東華帝君、西王金母、太乙救苦天尊。
- 彌羅殿：玉皇上帝、地母至尊、三官大帝、玄天上帝、正一天師（張天師）。
- 圓明殿：斗姥天尊、天皇大帝、紫微大帝、左輔星君、右弼星君、魁斗星君、南斗星君、北斗星君、六十太歲星君
- 龍神殿：龍神

## 復禮傳度
道教以復禮傳度或奏職為入教之儀式，經傳度受牒後才是道教徒，通稱「三清弟子」。未經入教儀式者均屬信教士，俗稱信徒、信眾。不具教徒身分，自無法取得神職人員資格。
道教總廟三清宮為積極推動宗教正信化，傳承道教基本入道制度，於民國76年首先和中華民國道教會聯合辦理復禮傳度儀式；在持續舉辦三年後，於民國80年起自行辦理，至民國112年止共舉辦了四十三個梯次的復禮傳度，引領信徒進入道門，而依此儀式成為道教徒，共計有3834人。
經道教總廟三清宮所舉辦之復禮傳度儀式的入教教徒，均為道學研習營初級班結業者，即要求每位參加者必須先對道教具有基本認識了解之後，才能進行傳度儀式。

## 道學研習營
為使社會各界對道教有一正確認識，並加強集訓三清弟子，栽培基層傳教人才，傳承道教基本教義及科儀，弘揚正統道學等宗旨。自民國84年起開始每年舉辦「道學研習營」，以各宮廟幹部、負責人，或者熱衷於道教信仰及推廣之社會人士為參加對象，向社會各界傳播，使道教往基層紮根，至民國112年已舉辦共有65個梯次班，結業學員共計有6829人次。
師資方面，敦聘學有專精之大學院校教授，及術有專攻之科儀老師等擔任授課。
課程方面，共有三個班次：初級班、進階一級班、進階二級班，每個班次均為四天三夜的課程。三個班次循序漸進，學員需參加前一個班次上課結業之後，隔年方可再參加下一個進階班次。
（一）	初級班課程內容：道教入門－信徒與教徒基本禮節及特徵、道教之功能與儀軌暨實務醮科、聖號吟誦、道教諸神信仰系統概述、道教基本常用名詞解說、如何看懂農民曆(常用術語、宜、忌解說)、道教信徒與教徒之區別及入教之規則、宗教有關問題解說、道德經的基本認識、道教發展簡史、寺廟建築基本認識、入道修道之基本認識。
（二）	進階一級班課程內容：玄門日誦早晚課科儀及法門、聖號吟誦、姓名學、道教喪葬禮儀、道家日用修行、道教喪葬法事科儀、道教神譜解說、道教科儀現代化。
（三）	進階二級班課程內容：消災經典科儀及法門、易經在生活中的運用、認識道教的齋與醮其祭典意義、聖號吟誦、籤詩解要訣、開光安座科儀、五術與生活。
自民國112年起，道學研習營已不再分級授課，只成立一個基礎班別，並將上課時程延長為五天四夜。
課程內容：道教入門－信徒與教徒基本禮節及特徵、道教之功能與復禮傳度之說明、道教基本常用名詞解說、如何看懂農民曆、台灣人的生死觀、閩南傳統喪禮俗、道教發展簡史、太上感應篇概說、老子道德經清淨經導讀、修道論、寺廟建築基本認識、道教神譜解說、道教科儀現代化。

## 外部連結
- 道教總廟三清宮官方網站 （页面存档备份，存于）
- 三清宮 玩全台灣 （页面存档备份，存于）